# Régiment d'artillerie de la Garde royale
Le régiment d'artillerie de la Garde royale, créée en 1815 alignait un régiment d'artillerie à cheval, un régiment d'artillerie à pied et un régiment du train d'artillerie chargé notamment de l'approvisionnement des pièces en poudre et munitions.

## Historique
Le « régiment d'artillerie de la Garde royale » est formé par la réunion du régiment à pied de la Garde royale, du régiment à cheval de la Garde royale, et du régiment du train d'artillerie de la Garde royale, dont la création remontait à l'ordonnance du 14 septembre 1815.
Selon Louis Susane, le 23e régiment d'artillerie peut être considéré comme le continuateur du régiment d'artillerie de la garde royale.

## Régiment d'artillerie à pied
Le régiment d'artillerie à pied a été commandé par les colonels : 
- 15 septembre 1815 : Vicomte Louis Paillhou
- 15 janvier 1823 : Baron Henri-Antoine Bon de Lignim
- 1825 : Aimé Prosper Saint-Cyr

## Régiment d'artillerie à cheval
Le régiment d'artillerie à cheval a été commandé par les colonels : 
- 15 septembre 1815 : Marquis Marie Constant Fidèle Henri d'Hautpoul
- 28 mai 1823 : Comte Victor Marie Joseph Louis Riquet de Camaran

## Sources et bibliographie
- Louis Susane : Histoire de l'artillerie Française
- Historiques des corps de troupe de l'armée française (1569-1900)